# State of Emergency (jeu vidéo)
Pour les articles homonymes, voir State of Emergency.
State of Emergency est un jeu vidéo de type beat'em all développé par VIS Entertainment et édité par Rockstar Games en 2002 sur PlayStation 2. Le jeu ressemble légèrement à Grand Theft Auto III, de par son design, et de par son aspect action.
Il a pour suite State of Emergency 2.

## Synopsis
Le jeu se déroule aux États-Unis. Une corporation maléfique a pris le contrôle du pays et le dirige de façon totalitaire. La population se révolte, et les manifestations se transforment en émeute. La violence prend rapidement le dessus et l'état d'urgence est déclaré.

## Système de jeu
Le joueur incarne un émeutier dans différents niveaux (rues, centre commercial etc). Il doit effectuer des missions diverses au milieu de ces environnements chaotique. Il dispose d'armes à feu, d'armes blanches, mais aussi de différentes techniques de combat à main nue. Le joueur peut aussi se servir de l’environnement pour se battre (jet d'objets).

## Accueil
- Jeuxvideo.com : 13/20[1]